# Gonzalo Alcaín
Gonzalo Alcaín (n. Madrid; 27 de junio de 1980) es un cantante y actor musical español.  Ha sido uno de los concursantes de la segunda temporada del talent show musical La Voz de Telecinco.

## Biografía
Realiza estudios de canto, voz y repertorio con los maestros Tony Madigan, Zenón Recalde y Mariano Detry. Completa su formación en interpretación y comedia musical en las escuelas La Base Teatro, Arte 4, La Platea y Memory. Su primera incursión en el teatro musical es, con 21 años, en el musical infantil Pippi Calzaslargas: El musical de Sebastian y Götestam, dirigido por Ricard Reguant, en el papel de Pequeño Tío. 
Entre 2002 y 2005 participa en varios montajes musicales y de teatro infantil y realiza una gira de tres años por toda España con los espectáculos musicales Grease Tour y Dirty Dancing en concierto, con las canciones de las películas Grease y Dirty Dancing, respectivamente.
Se une en 2005 al elenco del musical Hoy no me puedo levantar en el Teatro Rialto Movistar de Madrid, del que se despide en 2007 para formar parte de la producción de Jesucristo Superstar en el Teatro Lope de Vega de Madrid durante dos temporadas.
A finales de 2008 estrena en el Teatro Calderón de Madrid el musical A, un musical de Nacho Cano en el papel del antropólogo. Durante la segunda temporada interpreta el papel protagonista del musical, el niño cantor, lo que le vale una nominación como Mejor actor protagonista y le hace ganar el premio al Mejor actor revelación en los Premios del Teatro Musical 2010.
Entre 2010 y 2012 forma parte del elenco del musical Los Miserables en el Teatro Lope de Vega de Madrid y en el Barcelona Teatre Musical (BTM) de Barcelona. En 2011 protagoniza un espectáculo benéfico con las canciones del musical Rent en favor de la asociación Apoyo Positivo en la sala Galileo Galilei y en el Teatro Coliseum de Madrid. Ese mismo año participa en Broadway Baby, un concierto tributo al compositor de musicales Stephen Sondheim en la sala Galileo Galilei de Madrid.
En los últimos años ha participado en varios conciertos y espectáculos musicales, como The Hole en su gira por España y La fuerza del destino: el mejor tributo a Mecano en la sala Joy Eslava de Madrid, entre otros.
A mediados de 2013 supera un casting de más de 15.000 personas para participar en la segunda temporada del talent show musical  La Voz de Telecinco. En su audición a ciegas, emitida el 14 de octubre de 2013, interpreta la canción The way you look tonight de Frank Sinatra en la versión de Michael Bublé y es elegido por Rosario para formar parte de su equipo. En la siguiente fase del programa, "Las batallas", Rosario le enfrenta con su compañera de equipo Cissy Miranda y ambos interpretan a dúo la canción Esta tarde vi llover en la versión de Alejandro Sanz y Tony Bennett. Tras escucharles, Rosario decide que Gonzalo es el ganador de la batalla y por lo tanto pasa a la siguiente fase del concurso. En el "Último asalto", emitido el 25 de noviembre de 2013, se juega el pase a las "Galas en directo" con su compañera de equipo Sandra Rodrigo y pese a hacer una gran actuación interpretando la canción Always on my mind de Elvis Presley es eliminado por Rosario, finalizando así su participación en el programa.

## Experiencia profesional

### Teatro
- "Los Miserables" (2010-2012) Teatro Lope de Vega de Madrid y Barcelona Teatre Musical (BTM) de Barcelona (Swing).
- "A, el musical de Nacho Cano" (2008-2010), Teatro Calderón de Madrid (Antropólogo, primera temporada) (Niño cantor, segunda temporada).
- "Jesucristo Superstar" (2007-2008), Teatro Lope de Vega de Madrid (Ministro, soldado).
- "Hoy no me puedo levantar" (2005-2007), Teatro Rialto Movistar de Madrid (Jefe de cabina de voces, Dalí, Freddy).
- "El musical de Broadway" (2004), Teatro Nuevo Apolo de Madrid (Don Lockwood, Marius, Bernardo, Danny Zuko, elenco).
- "The Rocky Horror Picture Show" (2003), Teatro Antonio Machado de Madrid (Brad Majors).

### Teatro infantil
- "Érase una vez: el musical" (2012), gira Vuelta Ciclista a España 2012 (Escritor).
- "El hada que no sabía hacer magia" (2008) (Nilme).
- "Sancho Panza, el musical" (2005), Teatro Nuevo Apolo de Madrid (Galeote, swing).
- "Las canciones de las películas de Walt Disney" (2004), Teatro Nuevo Apolo de Madrid (Narrador, solista, coros).
- "El mago de Oz" (2002), Parque biológico Faunia de Madrid (Mago de Oz, hombre de hojalata).
- "El tucán y el pirata" (2002), Parque biológico Faunia de Madrid (Pirata garrapata).
- "Pippi Calzaslargas: El musical de Sebastian y Götestam" (2001), Teatro de Madrid (Pequeño Tío).

### Conciertos/Espectáculos
- "The Hole" (2013), gira española (Mayordomo).
- "La fuerza del destino: el mejor tributo a Mecano" (2013), sala Joy Eslava de Madrid (Artista invitado).
- "Broadway Baby: ocho décadas de Stephen Sondheim" (2011), sala Galileo Galilei de Madrid (Solista principal).
- "Rent en concierto benéfico a favor de Apoyo Positivo" (2011), sala Galileo Galilei y Teatro Coliseum de Madrid (Mark Cohen).
- "La historia del pop español" (2008), Madrid (Solista principal).
- "Tennessee en concierto" (2005), Plaza de toros de Parla y Hard Rock Cafe de Madrid (Coros, artista invitado).
- "Swingland Big Band" (2004-2005), sala Florida Park de Madrid (Solista principal).
- "Dirty Dancing en concierto" (2002-2005), gira española (Solista principal).
- "Grease tour" (2002-2005), gira española (Solista principal).
- "Tamara en concierto" (2002), Madrid (Coros).

### Televisión
- "La Voz" (2013). Segunda temporada. Telecinco (Concursante).

## Premios y nominaciones
| Año  | Premio                     | Categoría                | Musical                     | Resultado |
| ---- | -------------------------- | ------------------------ | --------------------------- | --------- |
| 2010 | Premios del Teatro Musical | Mejor actor protagonista | A, el musical de Nacho Cano | Nominado  |
| 2010 | Premios del Teatro Musical | Mejor actor revelación   | A, el musical de Nacho Cano | Ganador   |

## Discografía
- "Los Miserables: más que un musical, una leyenda", Warner Music Spain (Coros).
- "Jesucristo Superstar, el musical", Sony BMG (Coros).
- "All of me (Para mi)" del grupo musical Tennessee, E.P.F. Entertainment/Class Music (Voces).
- "Hoy no me puedo levantar", Sony BMG (Coros).
- "Tennessee: el regreso" del grupo musical Tennessee, Filmax Music (Colaboración especial).
- "Dirty Dancing: versión española", Sono Records/E.P.F. Entertainment (Temas: "Stay", "In the still of the night" y "Hey Baby", coros)